# Isabel de Borja y Castro

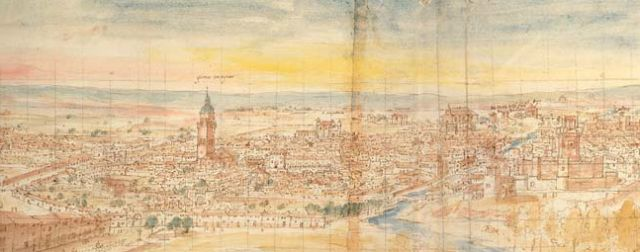
Vista parcial de Medina del Campo en la década de 1560 por Anton van den Wyngaerde. En esta ciudad nació y murió Isabel de Borja.

Isabel de Borja y Castro (Medina del Campo, 1532-íb.1558) fue una dama conocida por ser hija de Francisco de Borja (futuro jesuita y santo) y madre de Francisco de Sandoval, I duque de Lerma y valido de Felipe III de España.

## Biografía
Fue la segunda de los vástagos del matrimonio formado por Francisco de Borja y Aragón, señor de Lombay (y después, IV duque de Gandía); y Leonor de Castro. Tuvo otros hermanos y hermanas:
- Carlos de Borja y Castro (1530-1592), V duque de Gandía[1]. Casado con Magdalena de Centelles y Folch de Cardona (m. 1596), V Condesa de Oliva.
- Juan de Borja y Castro (1533-1606), I conde de Ficalho y I conde de Mayalde.[1]
- Álvaro de Borja y Castro (1535-1580), contrajo matrimonio con su sobrina Elvira Enríquez de Almansa y Borja, V marquesa de Alcañices.
- Juana de Borja y Castro (1535-1575), casada con Juan Enríquez de Almansa y Rojas, IV marqués de Alcañices.
- Fernando de Borja y Castro (1537-1587), comendador de Castellanos en la Orden de Calatrava.[2]
- Dorotea de Borja y Castro (1538-1552), monja en el Convento de Santa Clara de Gandía.
- Alfonso de Borja y Castro (1539-1593), casado en 1567 con Leonor de Noronha.

Por parte de padre, Isabel pertenecía a una familia de la alta nobleza aragonesa. Su padre era bisnieto (por vía ilegítima) tanto del pontífice Alejandro VI como de Fernando el Católico. Su madre pertenecía a la alta nobleza portuguesa, siendo favorita de la emperatriz Isabel, mujer de Carlos V. Como consecuencia de este hecho, su padre, Francisco de Borja llegaría a desarrollar el cargo de caballerizo mayor de la emperatriz.
Quedó huérfana de madre el 27 de marzo de 1546. Su padre ingresaría en la naciente Compañía de Jesús en junio de ese año, hecho considerado asombroso en la sociedad de la época.
El 25 de octubre de 1548 contrajo matrimonio con Francisco Gómez de Sandoval y Zúñiga, V marqués de Denia y III conde de Lerma. Su marido pertenecía a una familia de la nobleza castellana que durante un tiempo se asentó en el reino de Valencia. Sería este vínculo el que favorecería el matrimonio con Isabel, como hija mayor del IV duque de Gandía, poderoso señor de la zona en que ambas familias tenían señorías.
Fruto de esta unión nacerían, al menos, los siguientes hijos:
- Francisco, I duque de Lerma y valido de Felipe III de España; contrajo matrimonio el 12 de mayo de 1576 con Catalina de la Cerda.
- Juan de Sandoval, I marqués de Villamizar; casado con Bernardina Vicenteto y Borja.
- Catalina de Zúñiga y Sandoval, casada con Fernando Ruiz de Castro Andrade y Portugal, VI conde de Lemos.
- Leonor de Sandoval, casada con Lope de Moscoso Osorio, V conde de Altamira.

Murió de forma repentina en 1558.